# Jorge Ábalos
Jorge Washington Ábalos, conhecido como "o mestre bicheiro", (La Plata, 20 de setembro — Córdoba, 28 de setembro de 1979) foi um professor, entomólogo e escritor argentino, conhecido por sua novela Shunko.
Foi também o primeiro escorpionólogo da Argentina.

## Principais obras

### Científica
- Romaña, C. & Abalos, J.W. 1948. Latrodectus mactans; su combate. An. Inst.. Med. Regional (Tucumán), 2(2):153-161.
- Abalos J.W., 1949. Cuáles son los animales venenosos de la Argentina. Tucumán, pp. 1–23.
- Abalos, J.W. 1953. El género Zabius Thorell, 1894 (Buthidae, Scorpiones). An. Inst. Med. Reg., 3(3):349-356.
- Abalos, J.W. 1959. Scorpionida. I Jorn. Entomoepid. Arg., 2:591-593.
- Abalos, J.W. 1963. Scorpions of Argentina. En: Keegan, H.L. & W.V. MacFarlane (eds.), Venomous and poisonous animals and noxious plants of the Pacific region, pp. 111–117. Pergamon Press.
- Pirosky, I. & Abalos, J.W. 1963. Spiders Latrodectus in Argentina. En: Keegan, H.L. & W.V. MacFarlane (eds.), Venomous and poisonous animals and noxious plants of the Pacific region, pp. 137–140. Pergamon Press.
- Abalos, J.W. 1980. Las arañas del género Latrodectus en la Argentina. Revta Mus. La Plata, Obra del Centenario, 6:29-51.

### Divulgação científica
- Ábalos, J.W. ¿Qué sabe usted de víboras? (libro de información). Buenos Aires, Eudeba, 1964. Colección Libros del Caminante.
- Ábalos, J.W. Zoología (enseñanza secundaria). Buenos Aires, Editorial Losada, 1964.

### Literária
- Cuentos con y sin víboras (1942)

- Shunko (1949)

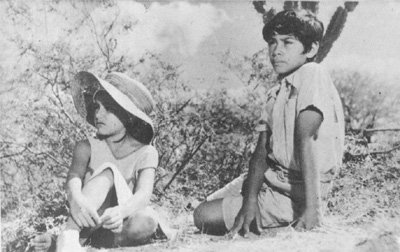
Cena da película Shunko, sobre a novela escrita por Jorge W. Ábalos

- Animales, Leyendas y Coplas (1953)
- Norte Pencoso (1964)
- Terciopelo, la cazadora negra (1971)
- Coplero popular (1973)
- Don Agamenón y don Velmiro (1973)
- Shalacos (1975)
- La viuda negra (1978)
- Iván Recik y otros cuentos (1978)
- Andanzas de Jabutí, la tortuguita (1980)